# 베르가마스크 모음곡

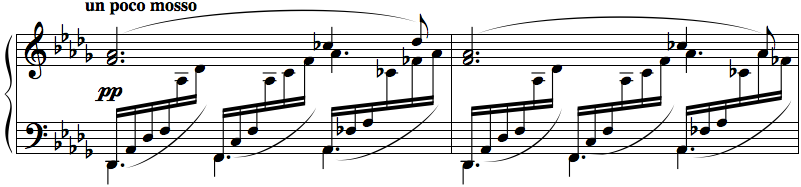
베르가마스크 모음곡 "달빛"에서 발췌

《베르가마스크 모음곡 L.75》은 클로드 드뷔시가 작곡한 피아노 모음곡이다. 그는 1890년경 28세의 나이로 작곡을 시작했지만 1905년 출판 직전에 크게 수정했다. "달빛"의 인기는 작곡가의 가장 유명한 피아노 작품 중 하나로 만들었다.

## 구조
이 작품은 총 4곡으로 구성되어 있다.

### 1. 전주곡
모음곡의 첫 번째 곡인 "전주곡"은 F 장조의 키에 모데라토 템포 루바토 로 표시되어 있다. 레가토 프레이즈가 부드럽고 흐르는 느낌을 준다.

### 2. 미뉴에트
드뷔시는 처음부터 바로크 미뉴에트의 조음을 흉내내기보다는 첫 소절의 강박에 대한 악센트를 피한다. 드뷔시가 악장 전체에 걸쳐 쓴 가볍고 펄럭이는 장식은 아라베스크의 특성을 부여한다.

### 3. 달빛
베르가마스크 모음곡 의 세 번째이자 가장 유명한 곡은 "달빛"이다.

### 4. 파스피에
"파스피에"라는 제목의 마지막 악장은 F ♯ 단조로 allegretto ma non troppo 로 표시된다.이 움직임은 빠르고 가벼우며 왼손이 거의 연속적인 떨림 반주를 연주한다.

## 대중매체에서의 사용
특히 '달빛'이 많이 쓰인다.
- 일본의 애니메이션 《슈퍼 커브》의 제1화에서 '달빛'이, 4화에서 '전주곡'이 쓰였다.
- 일본의 애니메이션 《미기와 다리》에서 '달빛'이 쓰였다.
- 영화 《에브리씽 에브리웨어 올 앳 원스》 에서 '달빛'이 삽입되었다.
- 영화 《오베라는 남자》에서 레스토랑의 배경음악으로 '달빛'이 삽입되었다.